# Rethera amseli
Rethera amseli ist ein Schmetterling (Nachtfalter) aus der Familie der Schwärmer (Sphingidae).

## Merkmale
Die Falter haben eine Flügelspannweite von 34 bis 43 Millimetern und sind damit etwas größer als die ähnliche Art Rethera brandti. Sie haben ebenso wie diese Art auf den Vorderflügeln einen helleren Außen- und Innenrand sowie eine markante helle Binde, die mittig quer über die Flügel verläuft. Rethera amseli unterscheidet sich von Rethera brandti deutlich durch die Morphologie ihrer Genitalien.

## Vorkommen und Lebensweise
Die Art wurde 1958 im Westen Afghanistans nahe Herat gleichzeitig mit Rethera afghanistana entdeckt. Seitdem wurde jedoch kein weiteres Exemplar gefunden.
Über den Lebensraum liegen keine Angaben vor. Die Art fliegt in einer Generation um Mitte April. Über die weitere Lebensweise ist, wie auch über die Präimaginalstadien und die Parasitoide, nichts bekannt.

## Belege